# Det Norske Akademi for Litteratur og Ytringsfrihed
Det Norske Akademi for Litteratur og Ytringsfrihet, også kaldet Bjørnstjerne Bjørnson-Akademiet er en norsk institution, der er grundlagt i 2003. Dens mål er at «fremme forståelse også for andre kulturelle ytringsformer end vore egne, og for ytringsfrihed og litteratur». Medlemmerne er norske og udenlandske forskere, forfattere, politikere og journalister. Præsident i 2012 er Knut Ødegård. I bestyrelsen sidder desuden Peter Normann Waage, Marit Bjørnson Barkbu (oldebarn af Bjørnstjerne Bjørnson), Thorvald Steen, Øystein Hauge, Kristian Gerner og Kari Vogt. Den administrative leder er Hilmar Windstad], Molde.

## Bjørnsonprisen
Foreningen tildeler årligt den internationale Bjørnsonprisen. Modtagere af prisen er:
- 2004 Vivian Fouad og Samir Morcos (Egypten), brobyggere mellem muslimer og kristne
- 2005 Esma Redžepova (Makedonien), forkæmper for romaerne
- 2006 Hrant Dink, forfatter og chefredaktør for den tyrkisk-armenske tosprogede ugeavis Agos (Istanbul), for hans fredsarbejde mellem tyrkere og armenere
- 2007 Adonis, lyriker fra Syrien/Libanon for hans poesi
- 2008 Ola Larsmo, svensk forfatter, for hans bøger om antisemitismen
- 2009 Grigorij Pomerants og Zinaida Mirkina, Rusland, for filosofi og poesi og demokratibevægelsen i Rusland
- 2010 Einar Már Gudmundsson, Island, og Milan Richter, Slovakiet, for digtekunsten og arbejdet for demokrati
- 2011 Marte Wexelsen Goksøyr og professor Ola Didrik Saugstad for forsvaret for de ufødte og modstanden mod "sorteringssamfundet"
- 2012 — Biskop Thomas av al-Qusiyya og Mair, Wojoud Mejalli og David Zonsheine[1]
- 2013 — Yaşar Kemal [2]
- 2014 — Kristin Solberg[3]
- 2015 — Edward Snowden[4]
- 2016 — Cecilia Dinardi[5]
- 2017 — Bruce Springsteen[5]
- 2018 — Johannes Anyuru[5]
- 2019 — Carsten Jensen[5]
- 2020 — Maja Lunde[6]
- 2021 — Sara Omar[7]

Prisuddelingen sker om efteråret, i forbindelse med foreningens årlige seminar på Bjørnsonhuset i Molde, Norge.
Prisen udgør 100.000 NOK, en skulptur af Hagbart Solløs og et diplom af Ellen Maria Heggdal.